# Ветенвиле
Ветенвиле (фр. Bettainvillers) је насеље и општина у североисточној Француској у региону Лорена, у департману Мерт и Мозел која припада префектури Брије.
По подацима из 2011. године у општини је живело 275 становника, а густина насељености је износила 60,71 становника/km². Општина се простире на површини од 4,53 km². Налази се на средњој надморској висини од 297 метара (максималној 293 m, а минималној 228 m).

## Демографија
| 1962. | 1968. | 1975. | 1982. | 1990. | 1999. | 2011. |
| ----- | ----- | ----- | ----- | ----- | ----- | ----- |
| 198   | 209   | 184   | 187   | 156   | 155   | 275   |

График промене броја становника у току последњих година